# Târgu Bujor
Târgu Bujor is een stad (oraș) in het Roemeense district Galați. De stad telt 7619 inwoners (2007).